# کولمان
کولمان (به فرانسوی: Colmen) یک کمون در فرانسه است که در Canton of Bouzonville واقع شده‌است.

## خصوصیات
کولمان ۴٫۸۲ کیلومترمربع مساحت و ۲۰۹ نفر جمعیت دارد و ۲۳۴ متر بالاتر از سطح دریا واقع شده‌است.